# سیارک ۹۷۷
سیارک ۹۷۷ (به انگلیسی: 977 Philippa، نامگذاری:1922LV) نهصد و هفتاد و هفتمین سیارک کشف شده‌است که در ۶ آوریل ۱۹۲۲ و در الجزیره کشف شد.
قدر مطلق سیارک برابر ۹٫۶۷ است.